# گیل دیویس
گیل دیویس (انگلیسی: Gail Davis؛ ۵ اکتبر ۱۹۲۵ – ۱۵ مارس ۱۹۹۷) یک هنرپیشه اهل ایالات متحده آمریکا بود.